# Metternichia principis
Metternichia principis ist eine Pflanzenart aus der Familie der Nachtschattengewächse (Solanaceae) und die einzige Art der monotypischen Gattung Metternichia. Die Art wächst endemisch in der Mata Atlântica Brasiliens.

## Beschreibung
Metternichia principis sind (3) 5 bis 6 (10) m hohe Bäume, deren Leitgewebe als innenliegendes Phloem ausgebildet ist. Die Laubblätter sind 2,4 bis 9,5 cm lang und 0,8 bis 3,6 cm breit. Sie stehen an 4 bis 7 mm langen Blattstielen.
Die Blüten stehen einzeln oder in kleinen Büscheln mit einem ausgeprägten Tragblatt. Der mit engen Nervenbahnen durchzogene Blütenkelch ist glockenförmig, zygomorph, 1,2 bis 1,4 cm lang und hat damit etwa 1/4 bis 1/5 der Länge der Krone. Die einzelnen Kelchblätter sind unterschiedlich stark miteinander verwachsen. Die stark duftende Krone selbst ist 5,5 bis 9 cm lang, ist weiß gefärbt, nur die fünf breiten episepalen Bereiche sind grün gefärbt. Sie ist radiärsymmetrisch, breit trichterförmig und mit einem breiten Rand versehen, der aus fünf kurzen aber breiten, stachelspitzigen Kelchzipfeln besteht. Die Außenseite der Krone ist mit einfachen, kurzen Trichomen besetzt, im Inneren ist ein Bereich unterhalb der Ansatzpunkte der Staubblätter ebenfalls mit einfachen Trichomen besetzt. Die Knospendeckung ist gedreht-konduplikativ (in Längsrichtung entlang der Mitte gefaltet). Die fünf Staubblätter treten in zwei oder drei Formen (2 + 3 oder 2 + 2 + 1) auf. Die Staubfäden sind schräggeneigt, die an der Basis fixierten Staubbeutel sind 2,5 bis 3,5 mm lang, die Theka stehen im basalen Drittel frei, teilweise auch etwas darüber hinaus. Die Pollenkörner haben eine Größe von 56 bis 58 µm und sind damit vergleichsweise groß. Die zwei Fruchtblätter besitzen jeweils zwei Kammern mit je zehn bis 16 gegenläufigen Samenanlagen.
Die Früchte sind grüne, holzige Kapseln mit einer Größe von 3,5 bis 4,5 × 0,6 bis 0,9 cm, an denen der Kelch bestehen bleibt. Vor dem Aufspringen sind sie fast zylindrisch spindelförmig, sie springen scheidewandspaltig-fachspaltig auf, in jedem Fach befinden sich vier bis fünf Samen. Diese sind speerförmig, haben einen dreieckigen Querschnitt, sind 30 bis 39 mm lang und 2 bis 3,5 mm dick, das Hilum befindet sich etwa 4 mm vom unteren Ende des Samens entfernt. Jede der drei Kanten ist schmal beflügelt. Der Embryo ist etwa 17 bis 19 mm lang und liegt gerade im Samen, die Kotyledonen sind zusammengedrückt und nicht breiter als das nur leicht längere, zylindrische restliche Embryo. Das Endosperm ist nur spärlich ausgeprägt.
Die Basischromosomenzahl beträgt {\displaystyle x=13}.

## Vorkommen und Standorte
Die Art kommt vor allem in der Mata Atlântica um Rio de Janeiro vor, ist aber auch in den nördlich davon gelegenen, trockeneren Gebieten um Maracás, Morro da Ibiapaba, Paramirim, sowie im Westen in Coronel Murta zu finden. Sie wächst in Küstennähe bis in eine Höhe von 800 m.

## Systematik
Metternichia principis ist die einzige Art der monotypischen Gattung Metternichia. Traditionell wurde sie innerhalb der Systematik der Nachtschattengewächse in die Tribus Cestreae der Unterfamilie Cestroideae eingeordnet, so auch in der Systematik nach William D’Arcy. Bereits 1846 wurde jedoch von John Miers eine Eingliederung in eine eigene Tribus, den Metternichieae vorgeschlagen, die erst durch Armando Hunziker in seiner Systematik wieder aufgegriffen wurde. Molekularbiologische Untersuchungen platzieren die Gattung nahe den Duckeodendron oder in eine Klade mit Goetzea und verwandten Arten. Eine von Sandra Knapp aufgestellte, phylogenetische Untersuchung, die auf der kladistischen Einteilung Richard Olmsteads basiert und morphologische Eigenschaften der Früchte betrachtet, platziert die Gattung jedoch wieder innerhalb der Cestreae.

## Namenserklärung
Die Gattung Metternichia ehrt den deutsch-österreichischen Diplomaten und Staatsmann Klemens Wenzel Lothar von Metternich (1773–1859)
(eigentlich Clemens Wenceslaus Nepomuk Lothar Fürst von Metternich-Winneburg zu Beilstein). Das Epitheton "principis" bedeutet "des Fürsten" (Metternich).